# Singrauli (distrikt)
Singrauli är ett distrikt i Indien.   Det ligger i delstaten Madhya Pradesh, i den centrala delen av landet, 700 km sydost om huvudstaden New Delhi.